# Aidamoun - Chikhalar
Aidamoun - Chikhalar è un   comune (municipalité) del Libano situato nel distretto di Akkar, governatorato di Akkar.